# Дальняя Ивановка
 Дальняя Ивановка  — деревня в Альметьевском районе Татарстана. Административный центр Багряж-Никольского сельского поселения.

## География
Находится в юго-восточной части Татарстана на расстоянии приблизительно 45 км по прямой на запад от районного центра города Альметьевск в 1 км от речки Шешма.

## История
Основана в 1830—1840-х годах гвардии поручиком И. Г. Рюминым. Первоначальное название было Ивановка.

## Население
Постоянных жителей было: в 1859—299, в 1897—669, в 1920—823, в 1926—717, в 1938—442, в 1949—397, в 1958—372, в 1970—457, в 1979—336, в 1989—320, в 2002 − 317 (русские 75 %), 248 в 2010.